# Хьюз, Гарри (губернатор)
Гарри Роу Хьюз (англ. Harry Roe Hughes; 13 ноября 1926, Истон, Мэриленд — 13 марта 2019, Дентон, Мэриленд) — американский политик, 57-й губернатор Мэриленда (1979—1987).

## Биография
Гарри Хьюз родился 13 ноября 1926 года в Истоне (штат Мэриленд) в семье электрика Джонатана Лонгфелло Хьюза (Jonathan Longfellow Hughes) и школьной учительницы Хелен Роу Хьюз (Helen Roe Hughes). Учился в Caroline High School (Дентон, Мэриленд), Мерсерсбергской академии (Мерсерсберг, Пенсильвания) и колледже Маунт-Сент-Мэри (Эммитсберг, Мэриленд). В возрасте 17 лет, во время Второй мировой войны, Хьюз вступил в ряды морской авиации США (англ. U.S. Navy Air Corps), его военная служба продолжалась полтора года.
После окончания войны Гарри Хьюз поступил в Мэрилендский университет (Колледж-Парк), окончив его в 1949 году со степенью бакалавра. Во время учёбы в университете Хьюз играл в бейсбол за университетскую команду. После окончания учёбы он провёл лето, пробуя свои способности питчера в фарм-клубе «Нью-Йорк Янкис», но в конце концов решил не продолжать свою бейсбольную карьеру. В том же 1949 году он поступил в школу права Университета Джорджа Вашингтона (Вашингтон), окончив её в 1952 году со степенью доктора юриспруденции (J.D.). До 1954 года Хьюз занимался юридической практикой в Дентоне (Мэриленд). В 1951 году он женился на Патрише Донохо (Patricia Donoho, 1930—2010), впоследствии у них было двое дочерей — Энн и Элизабет.
В 1954 году началась политическая карьера Гарри Хьюза — он был избран членом Палаты депутатов Мэриленда, где он работал в 1955—1959 годах. В 1958 году Хьюз был избран в Сенат Мэриленда. Он проработал сенатором штата три четырёхлетних срока, с 1959 по 1970 год. В 1964 году Хьюз был кандидатом от демократической партии на выборах члена Палаты представителей США от 1-го избирательного округа Мэриленда, но проиграл кандидату от республиканской партии Роджерсу Мортону. В 1971 году Хьюз был назначен руководителем только что созданного Министерства транспорта Мэриленда. На этом посту он проработал до 1977 года, когда он подал в отставку в знак несогласия с выбором компании, которой был присуждён контракт на строительство Балтиморского метро.
В 1978 году Хьюз стал кандидатом от демократической партии на выборах губернатора Мэриленда, на которых его соперником был кандидат от республиканской партии Джон Гленн Билл-младший — сенатор США от Мэриленда в 1971—1977 годах. Набрав 70,62 % голосов избирателей, Хьюз победил, вступив в должность губернатора Мэриленда 17 января 1979 года. На следующих выборах губернатора Мэриленда, состоявшихся в 1982 году, Хьюз вновь победил кандидата от республиканской партии и остался губернатором штата на второй срок, проработав в этой должности до 21 января 1987 года.
Одной из заслуг Хьюза на посту губернатора считается его деятельность по охране окружающей среды, в частности, направленная на достижение соглашения об охране Чесапикского залива. В декабре 1983 года Хьюз организовал встречу в Университете Джорджа Мейсона, посвящённую экологии Чесапикского залива. Он объявил 1984 год «годом залива» и предложил ряд мер, направленных на защиту залива и прилегающих к нему территорий.
В 1986 году Хьюз выставил свою кандидатуру на пост сенатора США от Мэриленда, но на первичных выборах от демократической партии проиграл Барбаре Микульски, которая в то время была членом Палаты представителей США.
В 2006 году была издана автобиография Гарри Хьюза под названием «Моё неожиданное путешествие» (My Unexpected Journey, History Press, 2006), написанная им в соавторстве с Джоном Фрисом (John W. Frece).
Гарри Хьюз скончался 13 марта 2019 года в Дентоне (штат Мэриленд).